# Huki Eaters Šošoni
Huki Eaters Šošoni (Promontory Point i Hukundüka, Hukkantikka), jedna od skupina zapadnošošionskih Indijanaca kod Promontory Pointa u Utahu. Njihovo ime prevađa se kao 'seed eaters', neka vrsta trave čije sjeme Indijanci koriste u prehrani. Prema nekima radi se o vrsti Stipa sp. (porcupine grass; Steward), a prema drugima o vrsti Allenrolfea occidentalis.
Hukundüka Šošoni imali su četiri sela kod Promontory Pointa, to su Nagwituwep, na Blue Creeku; Nanavadzi, blizu Little Mountaina, istočno od Promontory Pointa; Sudotsa, duž Bear Rivera od Bear River Cityja do Deweyvillea; Tongishavo, na zapadnoj strani Promontory Pointa kod Mount Tarpeya.